# Bihagasjön
Bihagasjön är en sjö i Klippans kommun i Skåne och ingår i Rönne ås huvudavrinningsområde. Sjön är 1,4 meter djup, har en yta på 0,0984 kvadratkilometer och är belägen 51,2 meter över havet. Sjön avvattnas av vattendraget Smålarpsån.

## Delavrinningsområde
Bihagasjön ingår i det delavrinningsområde (622907-133433) som SMHI kallar för Mynnar i Bäljane å. Medelhöjden är 86 meter över havet och ytan är 56,37 kvadratkilometer. Det finns inga avrinningsområden uppströms utan avrinningsområdet är högsta punkten. Smålarpsån som avvattnar avrinningsområdet har biflödesordning 3, vilket innebär att vattnet flödar genom totalt 3 vattendrag innan det når havet efter 37 kilometer. Avrinningsområdet består mestadels av skog (52 procent), öppen mark (19 procent) och jordbruk (17 procent). Avrinningsområdet har 0,36 kvadratkilometer vattenytor vilket ger det en sjöprocent på 0,6 procent.